# محمدو درامه
محمدو درامه (انگلیسی: Mouhamadou Drammeh؛ زادهٔ ۱۵ مهٔ ۱۹۹۹) بازیکن فوتبال اهل فرانسه است.